# Фульде, Петер
Петер Фульде (нем. Peter Fulde; 6 апреля 1936, Бреслау, Нижняя Силезия — 11 апреля 2024, Дрезден) — немецкий физик, директор Института исследования твёрдых тел Общества Макса Планка (1971—1993).
Учился в Университете Гумбольдта в Берлине, в Гёттингене и Гамбурге. Получил докторскую степень в Университете Мэриленда в 1963 году. В 1963—1965 гг. проходил постдокторантуру у Майкла Тинкема в Калифорнийском университете в Беркли.
С 1968 года профессор теоретической физики в Университете Иоганна Вольфганга Гете во Франкфурте-на-Майне. С 1971 по 1974 год руководил теоретической группой в Институте Лауэ-Ланжевена в Гархинге. Затем до 1993 года директор Института исследования твёрдых тел Общества Макса Планка в Штутгарте.
Основатель и с 1993 по 2007 год первый директор Института Макса Планка в Дрездене.
С 2007 по 2013 год президент, с 2013 г. почётный президент Азиатско-Тихоокеанского центра теоретической физики Пхоханского университета науки и технологии (Корея).
Область научных интересов — теория физики твердого тела, теория металлов, кристаллические поля редкоземельных элементов, электронные корреляции и квантовая химия. Фаза Фульде-Феррелла-Ларкина-Овчинникова (FFLO), которая может возникать в сверхпроводниках, названа, среди прочих, в его честь (1964 год).
В 2009 году стал лауреатом премии Цунгмин Ту. В 2011 году получил премию Мариана Смолуховского — Эмиля Варбурга по физике от Немецко-польского физического общества.
Почётный доктор Франкфуртского университета, член Леопольдины (с 1995 года) и Немецкой академии технических наук, почетный профессор Вроцлавского отделения Польской академии наук, член-корреспондент Саксонской академии наук (1998).
С 2014 года является почётным гражданином провинции Кёнсан-Пукто Республики Корея и с 2016 года — города Пхохан.
Сочинения:
- Fulde, Peter; Ferrell, Richard A. (1964-08-03). «Superconductivity in a Strong Spin-Exchange Field». Physical Review. 135 (3A). American Physical Society (APS): A550 — A563.
- Electron correlations in molecules and solids / Peter Fulde. Berlin ; Heidelberg ; New York ; London ; Paris ; Tokyo ; Hong Kong ; Barcelona ; Budapest : Springer. 1991 г. XII, 422 S. : graph. Darst. ; 24 cm.
- Correlated Electrons in Quantum Matter. October 2012. Pages: 552. World Scientific, Singapore, ISBN 978-981-4390-91-0; ISBN 978-981-4390-92-7